# Силикатненское городское поселение
Силика́тненское городско́е поселе́ние — муниципальное образование в составе Сенгилеевского района Ульяновской области.
Административный центр — рабочий посёлок Силикатный.

## Герб и Флаг
Герб
В зелёном поле выходящие из-за золотого холма две руки (по запястье), поддерживающие ладонями серебряную вазу на подставке в виде трёх сложенных брусков (один и два).
Обоснование символики:

«…Кирпичный завод и песчаный карьер — 

Связали вы судьбы людские!

Мы помним всех тех, кто на этой земле

О будущем думал России!».

Эти строки не даром звучат в гимне городского поселения Силикатненское.
О богатстве этого края знали и писали давно. Ташлинские горы славились своим «меловым камнем» и чистейшим кварцевым песком. Более 120 лет назад князь Оболенский, владелец Никольского стекольного завода в Пензенской области, присылал в эти места крестьян, которые рыли здесь шурфы, насыпали белоснежный песок в мешки и везли его на лошадях на завод князя. Посуда и цветное стекло шли с его завода в основном за границу и продавались там вне конкуренции. Уже в советское время, в 1935 году Никольский стекольный завод «Красный гигант» открыл здесь карьер по добыче Ташлинских песков. В эти же годы на Мокрой поляне была организована добыча камня. Возникший рядом с каменным карьером поселок получил название Ташлинский (по имени карьера). В 1940 г. было принято решение о строительстве здесь завода силикатного кирпича. Строительство завода началось в 1951 году. Вместе с заводом, в полутора километрах от него, за лесным массивом строился современный поселок. Официально он назывался поселок Ульяновского завода силикатных изделий, а жители поселка называли его просто «Силикатный».
Эти исторические и экономические особенности Силикатненского городского поселения нашли отражение в его гербе.
В зеленом поле, символизирующем лесной массив со всех сторон окружающий поселок, аллегорически изображены Ташлинские пески, которые трудом рук человеческих превращаются в изделия так нужные всем людям: силикатные кирпичи (бруски) и хрустальные вазы.
Кирпичи, прилегающие друг к другу и составляющие как бы единую фигуру, символизируют тесные производственные и человеческие отношения Ташлинского карьера кварцевых песков (АО «Кварц»), завода силикатных изделий (ЗАО «Силикатчик») и всех тружеников проживающих со своими семьями в городском поселении.
Зеленый цвет символизирует весну, здоровье, природу, надежду.
Золото — символ высшей ценности, величия, богатства, урожая.
Серебро — символ чистоты, открытости, божественной мудрости, примирения.
Авторская группа:
идея герба: Константин Моченов (Химки);
художник и компьютерный дизайн: Галина Русанова (Москва);
обоснование символики: Вячеслав Мишин (Химки).
Утвержден решением Совета депутатовт Силикатненского городского поселения (#79) от 29 ноября 2007 года.
Флаг
Прямоугольное зелёное полотнище с отношением ширины к длине 2:3, несущее в середине изображение рук, выходящих из холма и поддерживающих вазу на подставке, в розово-телесном, жёлтом, оранжевом, белом и сером цвете.

## Население
| 2008  | 2010  | 2012  | 2013  | 2014  | 2015  | 2016  |
| ----- | ----- | ----- | ----- | ----- | ----- | ----- |
| 3710  | ↘3333 | ↘3315 | ↘3295 | ↗3304 | ↘3274 | ↘3229 |
| 2017  | 2018  | 2019  | 2020  | 2021  |       |       |
| ↘3172 | ↘3096 | ↘3015 | ↘2950 | ↗2993 |       |       |

## Состав городского поселения
В состав поселения входят 3 населённых пункта: 1 рабочий посёлок, 1 посёлок и 1 разъезд.
| № | Населённый пункт | Тип населённого пункта                  | Население |
| - | ---------------- | --------------------------------------- | --------- |
| 1 | Кучуры           | посёлок                                 | 125       |
| 2 | Силикатный       | рабочий посёлок, административный центр | ↗2679     |
| 3 | Станция Кучуры   | посёлок                                 | 219       |

## Местное самоуправление
Главой Администрации поселения является Анисимова Анна Анатольевна